# No Gimmick Classics
No Gimmick Classics（ノー ギミック クラシックス）は、日本の3人組ヒップホップ&ロックバンドである。「N.G.C.」と省略されることがある。LOW HIGH WHO?所属。

## メンバー
- HIЯOM.S（ギター／ボーカル）
- オビナタ ユウサク（ドラム）
- 神崎峻（ベース）

## 経歴
2008年結成。
2014年ヒップホップレーベル「LOW HIGH WHO?」初のバンド音源としてPPHを全国リリース。
2016年Ba 神崎峻とDr オビナタユウサクが加入。
2016年6月、SiM主催【DEAD POP FESTiVAL2016 "CHAOS STAGE"AUDITiON】で優勝。
2016年7月10日、SiM主催【DEAD POP FESTiVAL2016】オープニングアクトで出演。
2019年12月5日、活動休止。

## 概要
メジャー/インディー/USメインストリームも含め、他に類を見ない音楽性、ヒップホップ&ロックがクロスオーバーするそのハイブリッドな楽曲が早耳リスナー・ライブハウス・音楽関係者から高い評価を得る。

## ミュージックビデオ
| 監督     | 曲名                                    |
| 久保木香 | 「PPH」                                 |
| 久保木香 | 「ONEDAY」                              |
| Paranel  | 「prove myself feat.ACE / memory lane」 |

## 主なライブ

### ワンマンライブ・主催イベント
- 2016年09月13日 - 『prove myself feat.ACE / memory lane』初回CD購入者特典　無料ワンマンライブ